# プロフィール (カラーモニター)
プロフィール（PROFEEL）は、ソニーが1980年に発売した民生用カラーモニターの商品名であり、またそれらのシリーズ名である。当時のテレビ受像機のデザインに革命を起こしたと言われている。
なお、ネーミングは英語表記の綴りからわかる通り、「プロフィール（自己紹介／profile）」ではなく、「プロフェッショナル・フィーリング」から名付けたとしている。

## 歴史

### プロフィール(PROFEEL)
1980年発売。16インチのKX-16HF1、20インチのKX-20HF1、27インチのKX-27HF1の3機種をラインナップした。
当時のテレビのデザインが木目などのデコレーションを豪華に配したいわゆる「家具調テレビ」が大半であったのに対し、銀色を基調とした、単なるシンプルというよりも工場・大病院・オフィスビルを連想させるハイテク様式を全面的に取り入れたデザインで、後の時代の男前インテリアを先取りするものだった。そして、ブラウン管前面に設けられた保護ガラスと、金属製のシンプルな1本足スタンドは未来的な印象を与え、プロフィールを象徴するアイコンとなった。これはマニア層の購買意欲を刺激すると同時に、女性ユーザーの人気は考慮しない（つまり主婦層をターゲットとしない）画期的スタイルであった。
ビデオや文字多重放送など多彩なAV出力に対応していた。チューナーとスピーカーを内蔵せず（オーディオアンプは内蔵する）、実際にテレビを見るには、単体のチューナーとスピーカーをあわせて購入する必要があった。逆に言えばTVチューナーやステレオアンプを好きなように追加できる。つまりオーディオにおける単品コンポの概念を、テレビ分野に持ち込んだ製品であった。その当時はビデオデッキが徐々に普及しはじめ、チューナー非内蔵はユーザーにとっても合理的な選択肢であった（ただし裏録は不可能）。ソニーは同じ1980年に、ベータマックス方式・ステレオ音声対応のビデオデッキ、SL-J9を発売しており、本格的なAV時代の幕開けとなった。しかしながら日本におけるテレビのステレオ放送開始は1982年であり（ただし1978年から実験放送は行われていた）、その意味では時期尚早、いささか時代を先取りしていた。
キャッチコピーは「ブラウン管が独立権をもった」。モニターという概念を定着させた。20型「KX-20HF1」は、同年のグッドデザイン賞を受賞している。
プロフィールの登場は他社のカラーテレビのデザイン・機能に大きな影響を与えた。上述の通り主婦層の人気を考慮しないデザインであったが、実際には多くのユーザーに受け入れられ、これ以降は黒と銀色を基調とし、前面にガラスを設けたデザインが主流となり、従来の家具調スタイルのデザインのテレビは衰退した。ちなみに、翌年にデビューした松下電器産業「α（アルファ）」シリーズでは、1本足スタンドまでも模倣していた。
ただし、内蔵オーディオアンプについては、本格的オーディオコンポと組み合わせる場合には不要であり、専用スピーカーを装着する場合以外にはあまり使い道が無かった。オーディオアンプ内蔵はそれ以降のシリーズにも引き継がれるものの、プロフィール・ベーシックにおいては省かれた。

### プロフィール・プロ(PROFEEL PRO)
1986年に全面的なモデルチェンジが行われ、名称もプロフィール・プロとなった。21インチのKX-21HV1と、27インチのKX-27HV1の2モデルが発売された。
外装は黒で統一され、後背面のフレームによって全体がキューブ状になった、加藤晴之による革新的なデザインで大ヒット商品となった。チューナーとスピーカーを内蔵しない点はそのまま引き継がれた。ビデオデッキが既にほとんどの家庭に普及し、ビデオデッキを2台以上所有する家庭も珍しくはなくなったため、そういう場合はチューナーを内蔵しないモニターでも裏録にも問題が無い。ビデオデッキの高級機においてはステレオ・HiFi音声が一般的となり、レーザーディスクやVHDも発売され、AVの概念が浸透する時代となっていた。さらにはMSX方式の家庭用パソコンが登場し、本機にもそれに対応するRGB21ピン端子が装備された。癖のないデザインがAVマニアに好まれた。さらに博物館・美術館などの案内用としてもよく使われた。
S-VHS／EDベータ／Hi8の登場にあわせてマイナーチェンジが行われ（KX-21HV1S/KX-27HV1S）、新たにS端子の装備がなされた。なお、過渡期にはS端子とRGB端子を接続するコンバーターをオプションとして販売して対応している。
1989年には34インチのKX-34HV2が登場。また2度のモデルチェンジを行い、1990年にはファインブラックトリニトロン（PFG採用）のKX-27HV2（27インチ）、1993年にはスーパートリニトロン管採用のKX-29HV3（29インチ）を発売した。しかしながら1991年にプロフィールシリーズに先駆けてスーパートリニトロン管を採用したテレビ・キララバッソ（KV-29ST1）が登場、1992年にはハイビジョンモニターのKW-3200HDが登場しており、画質的には同じ会社のテレビ・モニターの後塵を拝する事もあった。

### 派生製品
1984年に発売された、プロフィール・スター(PROFEEL STAR)は、プロフィールの名を冠しているが、チューナーとスピーカーを内蔵したテレビで、プロフィールの高画質と一般ユーザーの使い勝手を両立させた製品である。しかしながら画質面では本来のプロフィールよりも妥協しており、通常のトリニトロンテレビのシリーズのひとつである。
1987年に発売されたプロフィール・ベーシック(PROFEEL BASIC)は、その名の通りプロフィールの簡易型製品として発売された。プロフィールと異なりチューナーを内蔵する一方で、オーディオアンプは内蔵しない。本格的なオーディオコンポと組み合わせる場合においては、内蔵アンプは不要になる事を見越しての判断である。従ってオプションとして用意された専用スピーカーにアンプを内蔵する。またRGB端子も無い。本体には主電源スイッチ以外のボタン類が一切装備されていないため、万が一リモコンを紛失すると操作が全くできなくなる（当時は現在のような汎用型テレビリモコンはほとんど出回っていなかった）。この点はカタログで注意を喚起していた。

### プロフィール16×9
その名の通りアスペクト比が16:9の、アナログハイビジョンモニターで、1997年に発売された。機種は32インチのKX-32HV50のみ。これがプロフィールの最終形態である。
しかしながら、同じ1997年には、FDトリニトロン管採用のハイビジョンテレビであるベガが登場しており、画質面ではこれより劣る面が多く、中途半端な存在であった。しかしベガはMUSEデコーダーを搭載していた事から、アナログハイビジョンの放送終了後に早々にソニーの製品ラインナップから落とされる一方、プロフィール16×9はその後もしばらくの間、ソニーの製品カタログに掲載され続けた。
現在でもコンポーネント端子で対応機器と接続すれば、デジタルハイビジョン放送の視聴が可能である。ソニーの公式見解としては「1080iモードのみ映せる」とのこと。実際には上下が多少欠ける事になるので、そのままでは完全に映せる訳ではない。ユーザーが調整は可能だが、メーカーとしてサポートはしていない。また525i/525pも映し出す事は不可能ではないが、同じくメーカーとしてはサポートしていない。

## 業務用との関係
テレビ番組のセットに使われていることから誤解されやすいが、プロフィールが放送用・業務用として販売されたことはない。
しかしながら、家庭用機であるプロフィールを、あえて業務用として購入、使用する例は多かった（上述の美術館用など）。また、プロフィールとほぼ同一設計のPGM、PVM等の業務用モニター仕様機が存在する。これらには海外モデルも存在し、海外テレビドラマや洋画でもその姿を確認することができた。
ただし放送用モニター（BVM）仕様は存在しない。

## 現在
2010年6月10日、同7月26日、SONYのWEBサイト上にて『ブラウン管カラーテレビをお使いのお客様への「ご使用中止」のお知らせとお願い』が発表され、16x9を除くすべてのプロフィール・シリーズないし、1990年末までに生産されたブラウン管TVは”長期の使用により内部部品が劣化し、過剰発熱にいたった場合、まれに内部部品が発火し、テレビ本体の焼損及び拡大損害につながる可能性があることが判明”している。
またチューナー非搭載の家庭用ビデオモニタであるため、現在のところリサイクル法は適用の枠外である。
2020年9月現在、リサイクル法適用外のモニター類はすべて産業廃棄物扱いとのこと。